# Аффейн
Аффейн (англ. Affane; ирл. Áth Mheáin, «центральная крепость») — деревня в Ирландии, находится в графстве Уотерфорд (провинция Манстер) неподалёку от Каппокуина и реки Блэкуотер.